# Mariel Merlii Pulles
Mariel Merlii Pulles, född 1 november 1998 i Otepää, är en estnisk längdskidåkare. 2025 hade hon tolv medaljer från nationella mästerskap i Estland, varav sex guld.

## Karriär
Pulles debuterade i seniorsammanhang i samband med Världsmästerskapen i nordisk skidsport 2017 i Lahtis. Hon gjorde sin världscupdebut i 2017 på hemmaplan i Otepää. Pulles har inte tävlat så mycket i världscupen men när hon väl har gjort det så har hon ofta tagit sig vidare från prologer i sprint. Under flera år har Pulles bott i Fairbanks i Alaska där hon tillsammans med sin elitsatsning på skidåkning studerat till en examen i företagsekonomi på University of Alaska Fairbanks, och således tränat mycket med det amerikanska världscuplaget med skidklubben Alaska Nanooks. Hon deltog i Olympiska vinterspelen 2022 i Peking men tog sig inte vidare från kvalet i sprinten och körde även stafetterna för Estland, dock med blygsamma resultat.
Vid Vinteruniversiaden 2023 i Lake Placid fick hon med sig fyra medaljer, varav tre guld. Hon vann sprinten, 5 kilometer klassiskt med individuell start och 15 kilometer masstart i fristil. Guldmedaljerna var dessutom Estlands första medaljer i vinteruniversiaden i historien. I jaktstarten i fristil över 5 kilometer blev det ett silver.
Efter att ha slutfört utbildningen i USA 2024 flyttade hon hem till Europa och har således tävlat mer frekvent i världscupen.
På Världsmästerskapen i nordisk skidsport 2025 i Trondheim blev hon tolva på 10 kilometer klassiskt med individuell start, hennes bästa resultat i ett internationellt mästerskap på seniornivå.

## Amerikanska collgemeriter
Under hennes vistelse i Alaska har hon följande meriter:
- 2x NCAA Championships Freestyle First-Team All-American (2021, 2022)
- NCAA Championships Classic Second-Team All-American (2021)
- NCAA All-Academic Ski Team Selection (2021-22)
- Nordic Cup Champion (2021, 2022)
- First Team All-RMISA (2022-23)
- Second-Team All-RMISA (2023-24)